# StarCraft II

Space Marine, die einfachste Kampfeinheit der Terraner-Fraktion

StarCraft II ist eine Computerspiel-Trilogie des US-amerikanischen Spielentwicklers Blizzard Entertainment und die Fortsetzung von StarCraft. Die Trilogie besteht aus den drei Titeln Wings of Liberty, Heart of the Swarm und Legacy of the Void. Die Computerspiele gehören zum Genre der Echtzeit-Strategiespiele. Sie sind lauffähig unter Windows und macOS.
Wings of Liberty erschien am 27. Juli 2010, Heart of the Swarm am 12. März 2013 und Legacy of the Void am 10. November 2015. Seither werden in regelmäßigen Zeitabständen neue Inhaltspatches veröffentlicht.

## Inhalt

### Der Einzelspielermodus
Der Einzelspielermodus enthält als zentrales Spielelement eine Kampagne. Im Gegensatz zum Vorgänger, bei dem jedes Spiel eine acht bis elf Missionen umfassende Kampagne für jede der drei Rassen (Terraner, Zerg und Protoss) bot, enthält jedes Spiel der Trilogie eine Kampagne von 26 bis 30 Missionen mit jeweils hauptsächlich einer Rasse. Jede Mission dauert etwa 30 bis 60 Minuten, die ganze Kampagne dauert 30 bis 60 Stunden, was aber durch Angaben von vielen Benutzern schon nach unten hin korrigiert wurde, so dass die momentane Spielzeit selbst auf höherem Schwierigkeitsgrad nicht mehr als 20–30 Stunden beträgt. Manche Leute knacken selbst dies. Sie brauchen dann maximal 10 Stunden. Dies allerdings nur, wenn man sich auf das reine Durchspielen der Kampagne beschränkt. Versucht man auch noch möglichst viele Erfolge zu erzielen, so müssen Missionen in der Regel mehrfach gespielt werden, so dass sich die Spieldauer deutlich erhöht.

### Der Mehrspielermodus
Im Mehrspielermodus sind folgende Spielmodi möglich:
| Spielmodus      | Beschreibung |
| --------------- | --- |
| Training        | Im Training muss man vorkonfigurierte Matches auf jeweils einzelnen Karten mit einem definierten Szenarioziel erfüllen. Sie dienen u. a. dazu, Spielern bestimmte Spieltechniken nahezubringen. |
| Gegen die K.I.  | Der Spieler tritt gegen einen programmgesteuerten Gegner an. |
| Ungewertet      | Der Spieler tritt gegen einen Spieler, der ein ähnliches spielerisches Können hat, an. |
| Ranglistenspiel | Der Spieler tritt gegen einen Spieler, der ein ähnliches spielerisches Können hat, an. Bei jedem Sieg werden Punkte gewonnen, was einen Anstieg in der Liga ermöglicht. Entsprechend werden bei einer Niederlage Punkte abgezogen, was einen Abstieg in der Liga ermöglicht. Die Liga wird erst festgelegt, nachdem der Spieler fünf Spiele bestritten hat. |
| Turniere        | Der Spieler tritt gegen einen Spieler, der ein ähnliches spielerisches Können hat, an. Dabei wird das spielerische Können des Ranglistenspiels für die Gegnersuche genutzt. Turniere finden in regelmäßigen Zeitabständen statt. |
| Eigene Spiele   | Der Spieler kann mit eigenen Vorgaben ein eigenes Spiel eröffnen und andere Spieler daran teilnehmen lassen. |

Bei allen Spielmodi (außer Training) kann man zwischen 1 gegen 1, 2 gegen 2, 3 gegen 3 und 4 gegen 4 wählen. Eine weitere Option ist der Archon-Modus, bei dem je zwei Spieler gemeinsam die Kontrolle über die Einheiten einer Fraktion innehaben. Der Spieler kann dabei zwischen den Rassen Terraner, Zerg und Protoss wählen. Er kann aber auch einen zufälligen Modus auswählen, seine Rasse wird dann zufällig bestimmt. Die Suche nach Gegnern wird nach Auswertung ihres Könnens durch die Online-Spieleplattform Battle.net zugewiesen. Jeder Spieler besitzt ein sogenanntes Matchmaking Rating (engl. für Spielersuche-Wertung, MMR abgekürzt) auf Basis der Elo-Zahl. Das MMR stellt sicher, dass Spieler immer mit anderen und gegen andere Spieler ähnlichen Könnens antreten.

### Arcade
Arcade bietet der StarCraft II-Community einen Weg, eine Vielzahl von der Community erstellter Spiele zu entdecken, zu bewerten und zu spielen. Auch Blizzard selbst erstellt Arcade-Spiele.

### Errungenschaften
In der Spieletrilogie kann man Errungenschaften freischalten, die dem Profil mit Punkten vergütet werden. Diese Punkte haben keinen realen Wert und sind nur dafür da, um anderen Spielern schnellstmöglich einen Eindruck über das Können des Profilbesitzers zu vermitteln. Neben den Errungenschaften gibt es noch Heldentaten, diese werden in einer Extrarubrik angezeigt und müssen, im Gegensatz zu Errungenschaften, entdeckt werden. Außerdem kann man mit Errungenschaften verschiedene Porträts und Aussehen für Einheiten freischalten, die im Mehrspielermodus angezeigt werden.

### CO-OP
In CO-OP schlüpft der Spieler in die Rolle von einem der Anführer im StarCraft II-Universum. Jeder von ihnen verfügt über ein ganzes Arsenal an verschiedenen Fähigkeiten und eine ausgewählte Gruppe an Einheiten, aus denen der Spieler seine Armee zusammenstellen kann.

## Charaktere und Handlung

### Charaktere
|                           | Wings of Liberty         | Heart of the Swarm        | Legacy of the Void        | Nova Covert Ops |
| ------------------------- | ------------------------ | ------------------------- | ------------------------- | --------------- |
|                           | Jim Raynor               |                           |                           |                 |
| Tychus Findlay            |                          |                           |                           |                 |
| Imperator Arcturus Mengsk |                          |                           |                           |                 |
| Prinz Valerian Mengsk     | Prinz Valerian Mengsk    | Imperator Valerian Mengsk | Imperator Valerian Mengsk |                 |
| Captain Matt Horner       | Captain Matt Horner      | Admiral Matt Horner       | Admiral Matt Horner       |                 |
| Rory Swann                |                          | Rory Swann                | Rory Swann                |                 |
| Nova Terra                | Nova Terra               |                           | Nova Terra                |                 |
| Kate Lockwell             | Kate Lockwell            |                           | Kate Lockwell             |                 |
| Mira Han                  |                          |                           |                           |                 |
| General Horace Warfield   |                          |                           |                           |                 |
| Gabriel Tosh              |                          |                           |                           |                 |
| Egon Stetmann             |                          |                           |                           |                 |
| Donny Vermillion          |                          |                           |                           |                 |
| Dr. Ariel Hanson          |                          |                           |                           |                 |
|                           |                          |                           | General Carolina Davis    |                 |
|                           |                          |                           | Reigel                    |                 |
|                           |                          |                           | Stone                     |                 |
|                           |                          |                           | Theodore Pierce           |                 |
|                           | Sarah Kerrigan           |                           |                           |                 |
|                           | Zagara                   |                           |                           |                 |
|                           | Izsha                    |                           |                           |                 |
|                           | Abathur                  |                           |                           |                 |
|                           | Dehaka                   |                           |                           |                 |
|                           | Alexei Stukov            |                           |                           |                 |
|                           | Zurvan                   |                           |                           |                 |
|                           | Zeratul                  |                           |                           |                 |
| Hierarch Artanis          |                          | Hierarch Artanis          |                           |                 |
| Hochexekutor Selendis     |                          | Hochexekutor Selendis     |                           |                 |
| Exekutor Tassadar         |                          | Exekutor Tassadar         |                           |                 |
|                           |                          | Talis                     |                           |                 |
|                           |                          | Vorazun                   |                           |                 |
|                           |                          | Karax                     |                           |                 |
|                           |                          | Rohana                    |                           |                 |
|                           |                          | Exekutor Talandar (Fenix) |                           |                 |
|                           |                          | Hochlord Ma’lash          |                           |                 |
|                           |                          | Hochlord Alarak           |                           |                 |
|                           |                          | Ji’nara                   |                           |                 |
| Urun                      |                          |                           |                           |                 |
| Mohandar                  |                          |                           |                           |                 |
|                           | Amon                     |                           |                           |                 |
| Samir Duran               | Emil Narud / Samir Duran | Emil Narud                |                           |                 |
|                           |                          |                           | Ouros                     |                 |

Legende
- Terraner
- Zerg
- Protoss
- Gefallene Xel´naga
- Xel’naga

### Handlung

#### Wings of Liberty
Vier Jahre sind seit dem Brood War vergangen. Die neue terranische Liga ist nun die dominierende Macht im gesamten Koprulu Sektor. Verschiedene Nachrichtensendungen zeigen, dass Rebellen, die die terranische Liga stürzen wollen, gejagt werden. Kerrigan, die Königin der Klingen und somit die Anführerin der Zerg, versammelt den gesamten Zergschwarm auf Char. Daraufhin ziehen sich die Zerg jedoch aus unbekannten Gründen zurück. Auch die Protoss halten sich im Hintergrund. Im Koprulu Sektor herrscht somit anscheinend Frieden.
Jim Raynor, ein Terraner, bestreitet mit seinen Männern, den „Raynor’s Raiders“, einen Privatfeldzug gegen Arcturus Mengsk, den Imperator der neuen terranischen Liga. Er ist wütend auf Mengsk, da dieser Kerrigan bei dem Kampf in Neu–Gettysburg seiner Macht Willen zurückließ. So wurde Kerrigan von den Zerg angegriffen, verschleppt und zu der Königin der Klingen gemacht. Kerrigan war außerdem Raynors frühere Geliebte, als sie noch eine Terranerin war. Bei seinem Kampf gegen Mengsk stößt er auch auf einen alten Kameraden namens Tychus Findlay. Die zwei Terraner haben gemeinsam einiges durchgestanden, am Ende landete Tychus allerdings für neun Jahre im Gefängnis. Er wurde von Mengsk entlassen, allerdings unter der Bedingung, dass er den Auftrag übernimmt, Kerrigan zu töten. Um seine Loyalität sicherzustellen, wird er an einen Space-Marine-Kampfanzug gebunden, der ihn töten wird, falls er seinem Auftrag nicht nachkommt. Dies verheimlicht er natürlich, allen voran vor Raynor.
Raynor begibt sich auf den Planeten Mar Sara. Dort befreit er die lokale Bevölkerung der terranischen Liga und entdeckt dabei Komponenten eines mysteriösen Xel’Naga Artefakts. Daraufhin erscheinen erstmals die Zerg wieder, die anscheinend unglaubliches Interesse an dem Artefakt haben. Sie überrennen Mar Sara, Raynor und seine Crew werden allerdings von seinem Schlachtkreuzer, der Hyperion, gerettet. Matt Horner ist der Kapitän der Hyperion und ein guter Freund Raynors. Er unterstützt Raynors Plan, Mengsk zu töten.
Raynor begibt sich auf die Spur der einzelnen Komponenten des Xel’Naga Artefakts, zunächst nur um diese an die Moebius-Forschungsgruppe zu verkaufen und mit dem gewonnenen Geld die eigenen Streitkräfte besser auszurüsten. Dabei kommt es auch zu einem Wiedersehen mit Zeratul, der eigene Nachforschungen angestellt hat. Diese teilt er Raynor mit, indem er ihn seine Reise über einen Khaydarin-Ihan-Kristall selbst vollziehen lässt. Dabei wird enthüllt, dass eine dunkle Macht Hybriden aus Zerg und Protoss erschafft und mit diesen alles Leben im Universum vernichten will. Der Overmind der Zerg, der frühere Anführer der Zerg, wurde vor den Ereignissen des ersten Spiels offenbar versklavt und gezwungen diese Pläne auszuführen. Allerdings war er sich seines Sklavendaseins bewusst und erschuf mit Kerrigan ein Wesen, das aus ebendiesem ausbrechen konnte. Sie soll der einzige Weg sein, um diese dunklen Pläne noch zu verhindern.
Raynor und seine Crew unterstützen daraufhin eine Gruppe von Kolonisten, die auf der Flucht vor den Zerg sind und eine neue Heimatwelt suchen. Diese Gruppe steht unter der Leitung von Dr. Ariel Hanson. Raynor rettet die Kolonisten vor einer Zerginfektion und hilft ihnen dabei, umzusiedeln. Des Weiteren trifft Raynor auf Gabriel Tosh, ein Phantom. Tosh kommt auf Raynors Schlachtkreuzer und stellt weitere Aufträge zur Verfügung. Als Tosh einen weiteren Auftrag präsentiert, erscheint Nova, eine Ghost der terranischen Liga, und warnt Raynor vor den gefährlichen Phantoms. Der Spieler muss sich entscheiden, ob er den Phantoms mit Nova ein Ende bereitet oder Tosh bei seinem Auftrag unterstützt.
Im Zuge der Rebellion gegen die Liga erbeutet Raynor einen alten Adjutanten (ein Roboter) aus dem Brood War, welcher verschlüsselte Informationen enthält. Mit Hilfe einiger Söldner gelingt es eine Aufnahme zu entschlüsseln, die beweist, dass Mengsk die Zerginvasion von Tarsonis in Kauf genommen hat, um so seine Macht zu festigen und als Imperator der terranischen Liga zu regieren. Raynor übernimmt mit Hilfe des neuen Kampfroboters Odin, welchen er vorher von der Liga gestohlen hat, eine Sendestation auf Korhal, dem Hauptplaneten der Liga. Von dort übertragen sie die Aufnahme und benutzen so Mengsks eigene Propagandainstrumente gegen ihn. Außerdem findet Raynor heraus, dass die Liga an den Zerg-/Protoss-Hybriden experimentiert.
Unterdessen spitzt sich der Konflikt mit der Liga weiter zu. Als Tychus und Raynor die erbeuteten Artefakte abgeben wollen, stellt sich Mengsks Sohn Valerian als Inhaber der Moebius-Gruppe heraus. Er offenbart Raynor, dass er seinen Vater beerben will und dass dieses Artefakt eine äußerst potente Waffe gegen die Zerg sei und überdies die Fähigkeit besäße, Kerrigan wieder in einen Menschen zurückzuverwandeln. Damit trifft er einen wunden Punkt Raynors und dieser stimmt einem Bündnis zu. In Zusammenarbeit mit den vormals verfeindeten Streitkräften der Liga startet das Bündnis einen waghalsigen Angriff auf die Zerg-Heimatwelt Char und den Standort Kerrigans, um das Artefakt einzusetzen, mit dem Ziel, die Zerg auszulöschen und Kerrigan wieder in einen Menschen zu verwandeln. Die Invasion endet beinahe im Desaster, als das Bündnis es mit einem Frontalangriff versucht.
Letztlich kann das Artefakt aber in Stellung gebracht werden, und vernichtet nach einer großen Schlacht mit den Zerg nicht nur viele der Zerg, sondern verwandelt Kerrigan sogar tatsächlich in einen Menschen zurück. Sie wird von einem Stoßtrupp, bestehend aus Raynor, Tychus und anderen Space-Marines, in einer Höhle gefunden. Tychus bekommt per Funk einen Befehl von Mengsk: „Sie haben ihre Befehle, Mr. Findlay. Führen Sie sie aus.“ Er zielt daraufhin mit seiner Waffe auf Kerrigan. „Tychus, was hast du getan?“, fragt ihn Raynor daraufhin. Er antwortet: „Ich hab einen Pakt mit dem Teufel, Jimmy. Sie stirbt, ich komm frei.“ Raynor schaut daraufhin die menschliche Kerrigan an und antwortet: „Wir alle wählen unseren Weg.“. Raynor öffnet den Sicherheitsgurt seiner Waffe. Kurz bevor Tychus abdrücken kann, sagt er „Eine Schande.“ Raynor fängt Tychus’ Schuss mit seiner Rüstung ab und erschießt ihn. Raynor trägt die menschliche Kerrigan auf seinen Armen aus der Höhle. „Jim?“ fragt Kerrigan Raynor, worauf er antwortet: „Alles wird gut. Ich hab dich.“

#### Heart of the Swarm
Heart of the Swarm knüpft direkt an Wings of Liberty an. Kronprinz Valerian Mengsk führt Tests an Sarah Kerrigan durch, um herauszufinden, ob sie noch Zerg kontrollieren kann. Jim Raynor ist verzweifelt, da Kerrigan nur daran denkt, Rache an Mengsk zu üben. Kerrigan greift danach die Anlage an, um Valerian die Macht der Zerg zu demonstrieren. Daraufhin wird die Anlage von der Liga angegriffen, denn die Liga will Kerrigan und Raynor töten. Valerian und Kerrigan können von der Anlage auf die Hyperion, das Schiff von Raynor, entkommen, aber Raynor bleibt in der Anlage zurück. An Bord der Hyperion erkennt Valerian, dass sein Vater jedes Opfer bringen würde, um Kerrigan und Raynor zu töten. Matt Horner, der Kapitän der Hyperion, gibt den Befehl zum Rückzug, während Kerrigan mit ihrem eigenen Schiff selbst aufbricht, um Raynor zu finden. An Bord ihres Schiffes sieht sie eine Nachrichtensendung, die behauptet, dass Raynor gefangen genommen und hingerichtet wurde.
Wütend und traurig begibt sich Kerrigan auf einen Zerg-Leviathan. Die Zerg auf dem Leviathan sehen Kerrigan immer noch als ihre Königin und dienen ihr. Kerrigan möchte ihren Schwarm zu alter Stärke aufbauen, um Rache an Mengsk zu üben. Auf dem Planeten Char will sie Brutmutter Zagara, die dort die Kontrolle der dort lebenden Zerg übernommen hat, töten, um Char wieder zurückzuerobern, was ihr auch gelingt. Jedoch tötet Kerrigan Zagara nicht, sondern Zagara schließt sich mit ihrem Schwarm Kerrigan an. Daraufhin begibt sich Kerrigan nach einer großen Schlacht zu General Horace Warfield, der sie dann bittet, die Verwundeten entkommen zu lassen und sie fragt, was Raynor jetzt sagen würde, wenn er sie jetzt sehen würde. Kerrigan wird daraufhin unglaublich wütend und tötet Warfield, lässt aber die Verwundeten entkommen.
Kerrigan reist danach auf den eisigen Planeten Kaldir. Sie vernichtet dort die stationierten Protoss und erobert die Brut der gefallenen Brutmutter Nafash zurück. Außerdem kann sich der Schwarm an die extreme Kälte anpassen. Auf Kaldir nimmt Kerrigan die Protoss-Forscherin Lessara gefangen und pflanzt ihr auf dem Zerg-Leviathan einen Virus ein, so dass Lessara, nach der Rückkehr auf ihr Protossschiff, das Schiff mit einem Virus infiziert, was auch gelingt. Kerrigan gelingt es, das Protossschiff zu zerstören und verhindert so, dass die Protoss auf Shakuras von Kerrigan und ihrem Schwarm erfahren. Kurz darauf bemerkt Kerrigan die Anwesenheit von Zeratul auf ihrem Zerg-Leviathan, worauf sie sich einen kurzen Kampf liefern. Auf die von Kerrigan gestellte Frage, was Zeratul hier wolle, erzählt er ihr, dass Zerus, die ursprüngliche Heimatwelt der Zerg, von sogenannten Ur-Zerg beheimatet wird. Die Ur-Zerg verändern sich ständig, indem sie andere Ur-Zerg jagen, töten und in sich aufnehmen. Kerrigan, die nichts von den Ur-Zerg wusste, ist überzeugt, dass sie die Macht der Ur-Zerg braucht, um Mengsk zu töten. Daraufhin nimmt Kerrigan mit ihrem Zerg-Leviathan Kurs auf Zerus, und Zeratul fliegt mit seinem Schiff wieder in die Leere.
Auf Zerus versucht Kerrigan den ältesten lebenden Zerg, Zurvan, zu erwecken, indem sie ihn füttert, was auch gelingt. Zurvan erzählt ihr, dass ein Xel’Naga namens Amon einen großen Teil der Ur-Zerg aus Zerus entführt hat und diese an seinen Willen gebunden hat, so dass sie Sklaven von Amon sind. Außerdem erzählt Zurvan ihr, dass Amon die Zerg und die Protoss auslöschen will, um seine eigene Welt zu erschaffen. Zurvan sagt Kerrigan aber auch, dass Amon tot sei. Kerrigan fragt Zurvan daraufhin, wie sie Amon aufhalten könnte, wenn er nicht tot, sondern leben würde. Zurvan antwortet daraufhin, dass Kerrigan in den ersten erschaffenen Brutschleimpool der Zerg gehen und dort die dortige Energie aufsaugen muss. Kerrigan vertraut Zurvan und schließt sich in einen Kokon im Brutschleimpool ein, so dass sie, nach einer großen Schlacht mit den Ur-Zerg, als Urkönigin der Klingen wieder erwacht. Kerrigan fühlt sich mächtiger denn je, hat aber noch die Kontrolle über sich selbst. Als Urkönigin der Klingen tötet sie die drei restlichen Anführer der Ur-Zerg und absorbiert ihre Essenz, um die Macht über die Ur-Zerg zu erlangen, was ihr auch gelingt. Als Kerrigan Zurvan sagte, dass sie erfolgreich war, gibt Zurvan seine wahre Absicht zu erkennen und versucht Kerrigans Essenz in sich aufzunehmen. Nach einem harten Kampf kann Kerrigan mit Hilfe der Ur-Zerg Zurvan töten und absorbiert auch seine Essenz. Kerrigan hat nun die totale Kontrolle über die Ur-Zerg. Sie kehrt auf ihren Zerg-Leviathan zurück, während sich Dehaka, ein Ur-Zerg, ihr anschließt, vorausgesetzt, dass er Essenzen von Kreaturen sammeln darf. Kerrigan geht dieses Angebot ein und bricht auf, mit dem Gedanken, Rache an Mengsk zu üben.
Kerrigan kommt mit ihrem Zerg-Leviathan auf einer Skygeirr-Station an, ein Versuchslabor der Liga. Alexei Stukov schließt sich Kerrigan an. Stukov wurde von Samir Duran in Brood War getötet, wurde aber durch den Zerg-Virus infiziert und konnte überleben. Nun möchte der verseuchte Terraner Rache an dem Labor üben. Mit Stukovs Hilfe kann Kerrigan die Forschungsstation, die mehrere Protoss-Zerg-Hybriden gefangen hält, zerstören. Der Wissenschaftler, der über dieses Labor herrscht, ist Dr. Emil Narud, ein alter Formwandler, der Amon wiederbeleben will. Kerrigan und Stukov beschließen, Narud zu töten, bevor er Amon wiederbeleben kann. Kerrigan, Stukov und der Schwarm zerstören die Hybriden, die Narud beschützen. Als Kerrigan im finalen Kampf Narud gegenübersteht, morpht er sich zunächst in Raynor und dann in die Ghost-Kerrigan, um Kerrigan abzulenken. Daraufhin spießt Narud, als Ghost-Kerrigan gemorpht, Kerrigan mit einer Psi-Klinge auf. Kerrigan erkennt seine Täuschung und benutzt ihre Flügel, um Narud aufzuspießen. Kerrigan verletzt sich jedoch schwer dabei. Als Narud stirbt, enthüllt er ihr, dass Amon lebendig ist und dass sie ihn bald treffen wird. Auf dem Zerg-Leviathan erhält Kerrigan eine Übertragung von Mengsk, der ihr mitteilt, dass Raynor noch am Leben ist und wenn Kerrigan Korhal, der Standort von Mengsks Palast, angreift, er ihn umbringen wird. Kerrigan wird daraufhin unglaublich wütend und bricht mit ihrem gesamten Schwarm auf, um Raynor zu befreien und anschließend Mengsk zu töten.
Kerrigan kontaktiert Valerian und Matt Horner, um ihnen zu sagen, dass Raynor noch lebt. Um herauszufinden, wo die Liga Raynor gefangen hält, schlägt Horner vor, Colonel Orlan von der Gefangenschaft von Mira Han zu befreien. Orlan kann als einziger die Netzwerke der Liga hacken. Mira weigert sich allerdings, Orlan ohne Raynors Erlaubnis zu übergeben. Die Hyperion startet nun einen Übergriff. Matt Horner und der restlichen Crew der Hyperion gelingt es, Orlan zu befreien. Mit seiner Hilfe können sie Raynor an Bord eines Schiffes, das ständig seinen Standort ändert, lokalisieren. Kerrigan befreit Raynor persönlich. Raynor ist schockiert und empört über Kerrigans Entscheidung, wieder die Königin der Klingen zu werden. Kerrigan nimmt daraufhin die Waffe von Raynor und drückt sie sich auf ihren Kopf und überlässt Raynor die Entscheidung, ob die Urkönigin der Klingen leben soll oder nicht. Er erschießt sie aber nicht, sondern schießt in die Wand hinter ihr und sagt ihr, dass er fertig mit ihr ist. Die entsetzte und todtraurige Kerrigan denkt nun nur noch an die Rache an Mengsk.
Daraufhin versteht Valerian, dass sein Vater nicht mehr zu retten ist und sterben muss. Er findet Kerrigans Entscheidung gut, Korhal zu zerstören, bittet aber Kerrigan, die Anzahl der zivilen Opfer zu minimieren. Kerrigan versteht, dass Valerian nicht so ist wie sein Vater und sagt ihm, dass sie Rücksicht auf Zivilisten nehmen wird. Nun beginnt die große Invasion des Schwarms mit nur einem Ziel, nämlich Mengsk zu töten. Tausende Zerg-Brutkapseln vieler Bruten werden zur Unterstützung von Kerrigans Plan vom Leviathan aus gestartet. Kerrigan deaktiviert die Luftverteidigung der Hauptstadt, um bestmöglich ihren Zergschwarm auf den Planeten zu befördern. Während der Schlacht gegen Mengsk und seine Liga taucht Raynor und die Hyperion auf, um Kerrigan zu unterstützen, sehr zu ihrer Überraschung. Raynor möchte genau wie Kerrigan endlich Mengsk töten. Die Liga kann dem gemeinsamen Angriff der Hyperion und des Schwarms nicht standhalten. Kerrigan gelingt es, sich in den Palast von Mengsk zu kämpfen und ihm dort gegenüberzutreten. Sie konfrontiert ihn in seinem Büro. Kerrigan fragt Mengsk, wieso er nicht geflüchtet ist. Er antwortet daraufhin, dass er niemals schutzlos gewesen ist. Der Imperator zeigt das verschollene Xel’Naga-Artefakt, das schon zuvor in der finalen Schlacht von Wings of Liberty gegen die Königin der Klingen verwendet wurde. Mengsk versucht mit dem Xel’Naga-Artefakt, Kerrigan zu töten. Kerrigan erleidet schreckliche Schmerzen. Bevor jedoch Mengsk Kerrigan töten kann, stürmt Raynor die Tür herein, nimmt Mengsks Kopf in seine Hand und schleudert ihn zu Boden. Er zerstört das Artefakt und zielt mit seiner Pistole auf Mengsk. Er senkt jedoch die Pistole und lässt Kerrigan den finalen Zug. Kerrigan spießt Mengsk mit ihren Flügeln auf und sagt zu ihm „Du kannst niemals genug leiden für all das was du zerstört hast, Arcturus.“. Mengsk antwortet daraufhin: „Du bist nur noch ein Monster, Kerrigan“, während Kerrigan schnell antwortet: „Du hast uns alle zu Monstern gemacht.“ und sie ihn mittels ihrer psychischen Kräfte tötet und sein Büro zerstört. Als sich das Feuer und der Staub gelegt hat, hat Kerrigan Tränen in den Augen und ist überglücklich. Sie sagt zu Raynor: „Danke, Jim… für alles.“. Raynor antwortet daraufhin: „War mir ein Vergnügen, Liebling.“. Während Kerrigan mit ihrem Schwarm in die Lüfte fliegt, sagt Raynor: „Wie immer.“. Der Dialog zwischen Kerrigan und Raynor zeigt, dass Raynors Gefühle für Kerrigan trotz ihrer Transformation in die Urkönigin der Klingen sehr stark geblieben sind.
Die Kamera schwenkt in die Galaxie, während Kerrigan in einem inneren Monolog erzählt: „Jetzt sehe ich meinen wahren Feind. Er erwartet mich in der Leere, mit Kräften, die ich mir nicht vorstellen kann. Ich werde mich ihm stellen, nachdem ich mich von Allem losgesagt habe: Meiner Menschlichkeit, meiner Identität, dem Mann, den ich liebe. Doch ich stehe diesem Feind nicht alleine gegenüber. Ich bin der Schwarm.“. Die Kamera nimmt Fokus auf eine dunkle Wolke in der Galaxie.

#### Legacy of the Void
Nach den Ereignissen von Heart of the Swarm sucht Zeratul nach dem letzten Fragment der Xel’Naga-Prophezeiung. Um dieses zu finden, reist Zeratul in eine Terranerstation, in der er von Talis empfangen wird. Talis erklärt, dass dort mit Protoss experimentiert wird und sie Zeratuls Hilfe benötigt. Bei der Ankunft auf der Terranerstation begegnet Zeratul Kerrigan, die ebenfalls wie er die Station zerstören möchte, da dort auch mit Zerg experimentiert wird. Beide schaffen es, die Experimente zu stoppen und die Lage von Amons Auferstehung zu erfahren. Zeratul reist auf den Planeten Atrias, wo sich ein Xel’Naga-Tempel befindet. Er bekämpft die dort lebenden Tal’darim, die Amon vergöttern und den Tempel bewachen. Hochlord Ma’lash, der Anführer der Tal’darim, kann mit Amon durch ein Artefakt kommunizieren. Zeratul zerstört dieses Artefakt, kann die Tal’darim zurückdrängen und schafft es in den Tempel. Innerhalb des Tempels gerät er jedoch durch die Macht Amons in höchste Gefahr und kann nur entkommen, da sich Talis für ihn opfert. Dennoch konnte Zeratul das letzte Fragment der Xel’Naga-Prophezeiung finden und macht sich mit diesem auf den Weg zu Artanis.
Artanis ist der Anführer der Protoss-Armada. Er will Aiur von den Zerg zurückerobern. Zeratul warnt Artanis vor Amons Rückkehr, jedoch hört Artanis nicht auf ihn und führt die Invasion durch. Amon erwacht auf Aiur und übernimmt die Kontrolle über die Protoss, die mit der Khala, der telepathischen Verbindung und das Zentrum aller Gedanken und Gefühle ist, verbunden sind. Nur die Dunklen Templer unter der Führung von Zeratul sind von der Kontrolle Amons befreit, da diese von der Khala getrennt sind. Diese versuchen, die übrigen Protoss ebenfalls von der Khala zu befreien. Zeratul und der durch Amon kontrollierte Artanis stehen sich gegenüber, wobei Artanis Zeratul tötet. Noch vor seinem Tod kann Zeratul Artanis von der Khala befreien. Artanis versucht das Xel’Naga-Artefakt zu finden, das zuvor in Wings of Liberty die Königin der Klingen menschlich gemacht hat. Er aktiviert die Speer des Adun, eine gewaltige Protossarche, um alle Protoss zu retten, die von Amon befreit sind. In der Zwischenzeit hat Amon die Kontrolle über viele Terraner, Protoss und Zerg übernommen und beginnt alles Leben im Korprulu-Sektor auszulöschen.
Auf Korhal greift Artanis mit der Unterstützung von Jim Raynor Amons Sklaven an. Artanis findet das Xel’Naga-Artefakt. Nach dem Kampf können es Matt Horner, Valerian Mengsk, Raynor und Artanis kaum glauben, wie viele Terraner Amon umbringen konnte. Vor einer Leiche eines Terraners fragt Artanis Raynor, ob er diesen kannte. Raynor antwortet: „Nein, aber seine Geschichte. Ich kenne alle ihre Geschichten. Keiner glaubt, dass es ihn irgendwann selbst erwischt. Wir kriegen von überall Berichte rein – Ligawelten überrant. Außenposten zerstört. Ne Menge tote Jungs da draußen … Krieger.“ „Der Tod ist das Schicksal aller Krieger… eines, das auch uns vielleicht bald ereilt“, antwortet Artanis, worauf Raynor entgegnet: „Nichts ist in Stein gemeißelt, Artanis. Ich sehe das so, wenn Zeratul so viel Vertrauen in dich hatte, geht dieser Kampf gerade erst los.“ „Es ist Eurer Brauch, die Hand eines Freundes zu schütteln, nicht wahr?“, fragt Artanis ihn, worauf Raynor ihm die Hand schüttelt und zu ihm „Zeig’s ihnen, Artanis.“ sagt. Inzwischen hat sich ein Portal zwischen Aiur und Shakuras, der Heimatwelt der Dunklen Templer, geöffnet. Artanis zerstört mit Hilfe von Vorazun, einer Dunklen Templarin, Shakuras, um das Portal zu zerstören und damit Amon zu schwächen. Artanis versucht in verschiedenen Missionen, die Protoss-Armada für die Schlacht gegen Amon wieder aufzubauen.
Durch das Wissen des Xel’Naga-Artefaktes reist Artanis nach Ulnar, der Heimatwelt der Xel’Naga. Dort trifft er Kerrigan, mit der er eine Allianz zur Vernichtung Amons bildet. Beide kämpfen sich durch Amons Sklaven und untersuchen die Ursprünge der Xel’Naga: Diese sind mächtige Wesen, die aus der Leere stammen und für die Entstehung aller Leben in jedem Universum verantwortlich sind. Sie sind zur Aufrechterhaltung eines unendlichen Kreislaufs aller Spezien zuständig. Artanis und Kerrigan finden einige der Xel’Naga, die von Amon getötet wurden. Sie können Amon nur knapp entkommen, da sie von Alarak, einem abtrünnigen Tal’darim, gerettet werden. Artanis hilft Alarak, Hochlord Ma’lash zu töten, um der neue Anführer der Tal’darim zu werden. Als neuer Anführer der Tal’darim unterstützt Alarak mit seinen Truppen Artanis gegen Amon. Auf Endion erweckt Artanis legendäre mechanische Soldaten, die einst von Protoss geschaffen wurden, allerdings zu gefährlich waren. Diese schließen sich der Protoss-Armada an.
Mit all den neuen Verbündeten befiehlt Artanis eine erneute Rückeroberung Aiurs. Artanis kann die von Amon besessenen Protoss dazu bringen, sich von der Khala zu trennen. „En taro Artanis!“, rufen die befreiten Protoss. Amon kann in die Leere zurückgedrängt werden. Das Xel’Naga-Artefakt wird dabei zerstört. Am Grab Zeratuls erzählt Artanis in einem inneren Monolog: „Der Gefallene wurde in die Leere zurückgeschickt. Vorerst sind wir frei. Und all das dank Euch. Ich werde den großen Traum unser vereinigten Spezies verwirklichen. Wir werden die Überlebenden sammeln, unsere Städte neu errichten. Was uns einst trennte, soll fallen und einer neuen Gesellschaft weichen. Gemeinsam werden wir unsere Bestimmung zwischen den Sternen formen.“
Während die Protoss ihre Freiheit feiern, beraten sich Kerrigan, Raynor und Artanis. Die Terranerarmee, die Protoss-Armada sowie der Zergschwarm reisen in die Leere und kämpfen dort Seite an Seite gegen Amons Sklaven. Sie töten dort den wiederauferstandenen Narud, der die Macht der Xel’Naga absorbierte. Kurz darauf treffen Kerrigan, Raynor und Artanis auf Ouros, einen eingesperrten und den letzten lebenden Xel’Naga, der sich als Tassadar tarnte. Er offenbart Kerrigan, dass sie, um den unendlichen Kreislauf aufrechtzuerhalten, zu einem Xel’Naga werden muss. Nach einem Gewissenskonflikt mit Raynor sowie einer Schlacht mit Amons Sklaven fusioniert Kerrigan mit Ouros und wird zu einem Xel’Naga. Mit Hilfe der vereinten Streitkräfte der Terraner, Protoss und Zerg kann Kerrigan Amon töten.
Zwei Jahre später sitzt Raynor in einer Bar auf Mar Sara und erinnert sich an all die vergangene Zeit. Die menschliche Kerrigan erscheint hinter ihm. „Bist du soweit, Cowboy? Lass uns hier verschwinden“, sagt sie zu Raynor. „Verdammt… wurde aber auch Zeit“, antwortet er. Beide wurden nie wieder gesehen, jedoch lässt Raynor seine Marke in der Bar liegen. Inzwischen hat Alarak eine dauerhafte Friedensallianz mit den Daelaam abgelehnt. Jedoch bot er jedem Tal’darim eine einmalige Chance an, sich den Daelaam anzuschließen. Die Zerg, nun unter ihrer neuen Königin Zagara, kämpfen um ihre Heimatwelt Char. Valerian Mengsk und Matt Horner haben die Terraner in ein neues Zeitalter des Friedens geführt, das zu Wohlstand führte. Die Friedensverhandlungen zwischen den Terranern und den Protoss entwickeln sich positiv. Welten, die durch die zahlreichen Kriege der Terraner, Zerg und Protoss zerstört wurden, heilen sich aus unbekannten Gründen von selbst.

## Spielprinzip

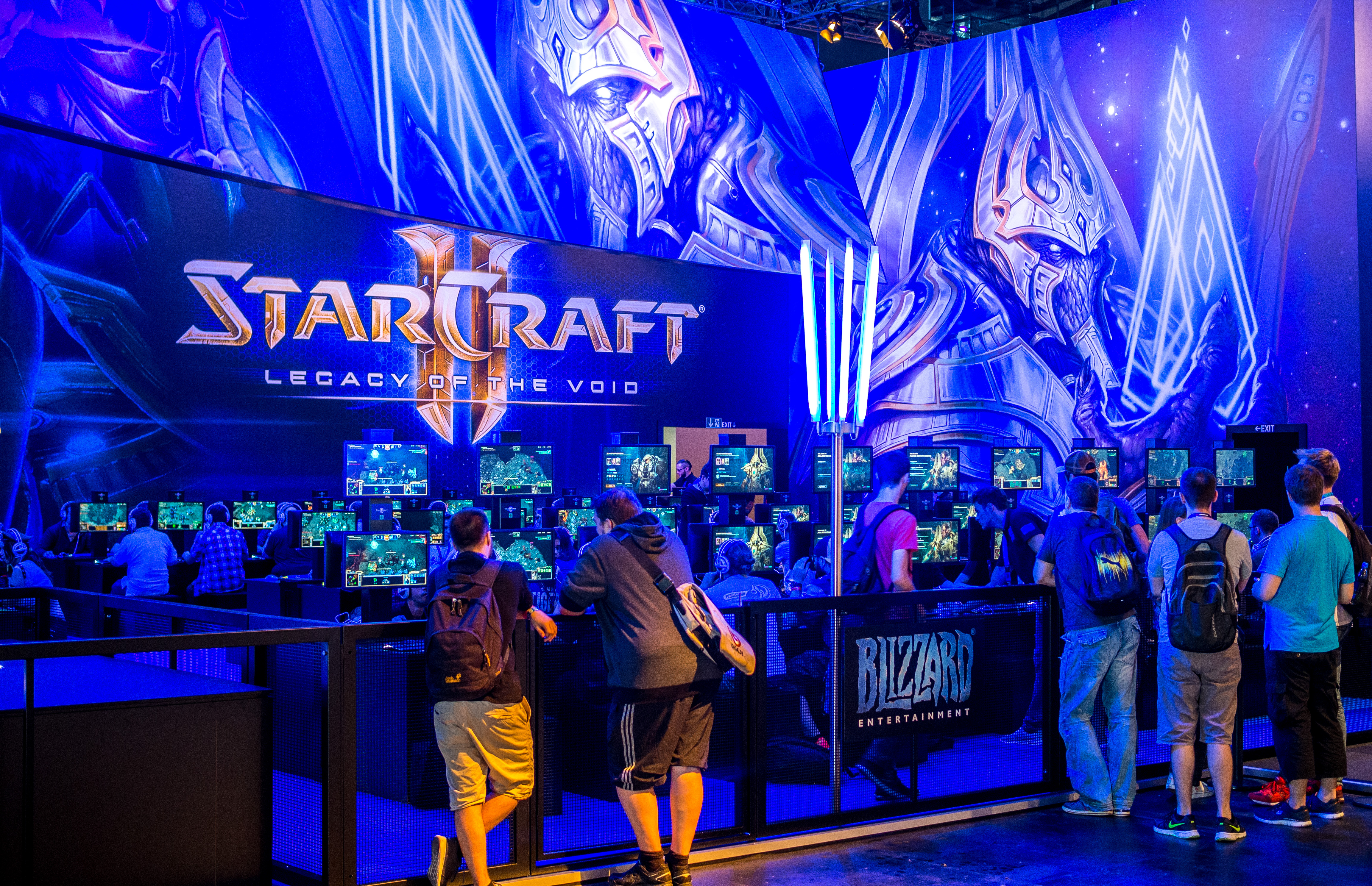
Starcraft II auf der Gamescom 2015

Im Mittelpunkt der StarCraft-II-Spieletrilogie stehen drei unterschiedliche Rassen: Terraner, Zerg und Protoss. Jede Rasse besitzt verschiedene Einheiten und Taktiken. Die Stärken und Schwächen der Rassen ermöglichen viele verschiedene Strategien.
Um Gebäude oder Einheiten für den Kampf bauen zu können, braucht man zwei Ressourcen: Mineralien und Vespingas, wobei Mineralien immer, Vespingas nur für höher entwickelte Gebäude und Truppen benötigt wird. Mineralien kann man von Mineralienfeldern abbauen, während man Vespingas aus Vespin-Geysiren gewinnen kann, wofür spezielle Gebäude auf den Geysiren platziert werden müssen. Die Anzahl der Mineralienfelder und Vespin-Geysire sind pro Karte unterschiedlich, so sind mehr Mineralienfelder und Vespin-Geysire auf einer 4v4-Karte vorhanden als auf einer 1v1-Karte.
Zum Start der Partie besitzt man üblicherweise 8 Mineralienfelder und 2 Vespin-Geysire. Im weiteren Spielverlauf sollte man allerdings weitere Vorratsstätten von Mineralien und Vespingas abbauen und expandieren, um so mehr und bessere Einheiten und Gebäude bauen zu können. Diese Expansion muss ebenso beachtet werden wie die Kriegsführung mit der verfeindeten Partei.
Terraner setzen auf eine mittelgroße Armee, unterschieden wird hierbei zwischen den Spielarten Bio (Fokus auf biologische Einheiten, die zusammen mit Heilern eingesetzt werden) und Mech (Fokus auf mechanische Einheiten wie zum Beispiel Panzer, Mech ist die deutlich defensivere Spielweise). Die Protoss besitzen wenige, aber starke Einheiten, hier gibt es im Gegensatz zu den Terranern deutlich mehr Spielweisen, die teilweise sehr kurios sind, zum Beispiel das Überspringen von schwächeren Einheiten und direktes Bauen von deutlich höheren Einheiten. Die Zerg nutzen ihre zahlenmäßige Überlegenheit, hier sind besonders so genannte „Switches“ beliebt, das Umstellen auf einen anderen Einheitentyp, zum Beispiel von Boden auf Luft. Da die Zerg im Gegensatz zu den anderen Rassen ihre Einheiten alle auf einmal bauen und nicht nach und nach, sind sie nur mit dieser Rasse schnell umsetzbar.
Jedoch können nicht willkürlich Einheiten gebaut werden, da die meisten Einheiten ein gewisses Gebäude als Voraussetzung haben. Die richtige Taktik und der strategische Einsatz dieser Einheiten bilden den Rahmen für eine erfolgreiche Schlacht. Beispielsweise können einige Einheiten nur Luft- oder nur Bodeneinheiten angreifen. Manche Einheiten können sich tarnen und sind nur mit Detektoreinheiten zu erkennen. Zudem hat jeder Einheiten-Typ eine Reihe von Attributen, die ihn in bestimmten Szenarien besonders effektiv oder besonders empfindlich werden lassen. Somit ist eine perfekte Konstellation der eigenen Armee unter Berücksichtigung der Konstellation des Gegners essentiell. Es gibt unzählige Kombinationsmöglichkeiten für eine erfolgreiche Taktik, wobei das Terrain ebenfalls miteinbezogen werden kann (zum Beispiel haben Einheiten mit einer erhöhten Position einen Sichtvorteil).

## Mehrspieler
In der StarCraft-II-Trilogie kann man mit dem Mehrspielermodus über das Battle.net von Blizzard Multiplayerpartien gegen andere Spieler bestreiten. Um sicherzustellen, dass Spieler immer gegen Spieler gleicher Spielstärke antreten, ist eine Ladder integriert, bei der die Spieler gemäß ihrer Spielstärke in verschiedene Ligen einsortiert werden. Die Ladder gelten jeweils für eine Region der Welt. Nur innerhalb dieser Region treten die Spieler in Ladder-Spielen gegeneinander an.
Es gibt die folgenden Ligen:
| Verteilung der Spieler auf die StarCraft-II-Ligen seit Patch 3.4 | Verteilung der Spieler auf die StarCraft-II-Ligen seit Patch 3.4 | Verteilung der Spieler auf die StarCraft-II-Ligen seit Patch 3.4 | Verteilung der Spieler auf die StarCraft-II-Ligen seit Patch 3.4 | Verteilung der Spieler auf die StarCraft-II-Ligen seit Patch 3.4 |
| ---------------------------------------------------------------- | ---------------------------------------------------------------- | ---------------------------------------------------------------- | ---------------------------------------------------------------- | ---------------------------------------------------------------- |
|                                                                  |                                                                  |                                                                  |                                                                  |                                                                  |
| Großmeisterliga                                                  | Großmeisterliga                                                  |                                                                  | 200 Spieler pro Region                                           | 200 Spieler pro Region                                           |
| Meisterliga                                                      | Meisterliga                                                      |                                                                  | 4 %                                                              | 4 %                                                              |
| Diamantliga                                                      | Diamantliga                                                      |                                                                  | 23 %                                                             | 23 %                                                             |
| Platinliga                                                       | Platinliga                                                       |                                                                  | 23 %                                                             | 23 %                                                             |
| Goldliga                                                         | Goldliga                                                         |                                                                  | 23 %                                                             | 23 %                                                             |
| Silberliga                                                       | Silberliga                                                       |                                                                  | 23 %                                                             | 23 %                                                             |
| Bronzeliga                                                       | Bronzeliga                                                       |                                                                  | 4 %                                                              | 4 %                                                              |
| Stand: Juni 2016                                                 |                                                                  |                                                                  |                                                                  |                                                                  |

Die Server sind in folgende Regionen aufgeteilt:
- Nordamerika und Lateinamerika
- Europa und Russland
- Korea und Taiwan
- Südostasien
- China

### E-Sport
Die StarCraft-II-Spieletrilogie wurde speziell für den E-Sport entwickelt. Das Spiel wird von Blizzard gepflegt, um bestmögliche Balance zwischen den verschiedenen Rassen zu schaffen.
Außerhalb der integrierten Ladder werden weltweit regelmäßig Turniere mit Preisgeldern abgehalten. Wichtige Turnierserien für StarCraft 2 sind unter anderem:
- StarCraft II World Championship Series (WCS) – internationales Turniersystem für Einzelspieler
- Global StarCraft 2 League (GSL) – südkoreanische Liga für Einzelspieler
- OnGameNet Starleague (OSL) – ehemalige südkoreanische Liga für Einzelspieler
- Proleague – ehemalige südkoreanische Liga für Teams
- Global StarCraft 2 Team League (GSTL) – ehemalige südkoreanische Liga für Teams

Des Weiteren wird StarCraft 2 auf großen Events wie beispielsweise den World Cyber Games, der DreamHack und dem Intel Extreme Masters gespielt.

## Entwicklung und Veröffentlichung
StarCraft II wurde von Grund auf für den E-Sport optimiert. Effekte blieben subtil, um Kämpfe für Zuschauer besser lesbar zu halten. Die Dateigröße der Replays wurde optimiert, damit sie besser per E-Mail verschickt werden konnten. Die Anzahl der Einheiten sei bewusst niedrig gehalten, um Redundanz zu vermeiden. Nicht notwendige Einheiten wurden in die Einzelspielerkampagne verschoben. Im Gegensatz zu Warcraft III, welches als Angriffsspiel konzipiert war, ist StarCraft II deutlich defensiver angelegt.

### Wings of Liberty
StarCraft II: Wings of Liberty wurde am 19. Mai 2007 während der Eröffnungszeremonie der Blizzard Worldwide Invitational in Südkorea angekündigt. Auf der BlizzCon 2008 wurde schließlich angekündigt, dass StarCraft II eine Trilogie sei und nicht nur aus einem Teil bestehen wird. Die Trilogie besteht aus den drei Titeln Wings of Liberty, Heart of the Swarm und Legacy of the Void, während Wings of Liberty eine Terraner-, Heart of the Swarm eine Zerg- und Legacy of the Void eine Protosskampagne erzählt.
Activision Blizzard, Blizzards Muttergesellschaft, gab anfangs an, dass das erste Spiel der Trilogie voraussichtlich 2009 erscheinen werde, was sich jedoch auf 2010 verschob. Der Grund hierfür soll nicht der Entwicklungsprozess von Wings of Liberty selbst gewesen sein, sondern die neue Version der Online-Mehrspieler-Plattform Battle.net.
Am 17. Februar 2010 begann die erste Betaphase. Sie wurde dazu benötigt, um neue Soft- und Hardwarekonfigurationen einzuspielen. Sie endete am 7. Juni 2010. Die zweite Betaphase hatte auf den nordamerikanischen Servern am 7. und auf den europäischen am 10. Juli 2010 begonnen und endete am 19. Juli 2010 auf allen Servern.
Das Spiel wurde am 27. Juli 2010 veröffentlicht. In Südkorea wurde das Spiel in einer geschnittenen Version ohne Schimpfwörter, Zigaretten und mit schwarzem Blut veröffentlicht.
Blizzard gab den Verkauf von 1,5 Millionen Exemplaren innerhalb 48 Stunden nach Verkaufsstart bekannt. Wings of Liberty ist somit das sich am schnellsten verkaufende Computer-Strategiespiel aller Zeiten. Außerdem hat sich das Spiel innerhalb von einem Monat mehr als 3 Millionen Mal verkauft.
Wings of Liberty ist als Standardversion, die auch als Downloadversion verfügbar ist, und als Collector’s Edition im Handel erhältlich. Die Collector’s Edition war bereits im ersten Monat komplett ausverkauft. Sie wird gebraucht in Internetauktionshäusern meist über 300 Euro gehandelt. Die Collector’s Edition bietet zusätzlich zum Spiel einen Soundtrack, einen Comic, einen USB-Stick, der den kompletten ersten Teil von StarCraft inklusive der Erweiterung Brood War beinhaltet, einen „Blick hinter die Kulissen“ als DVD, ein Haustier (Mini-Thor) für World of Warcraft sowie ein Artbook und eine visuell modifizierte Einheit (Thor) im Spiel.

### Heart of the Swarm
Blizzard arbeitete bereits am zweiten Teil der Trilogie, StarCraft II: Heart of the Swarm, seit der Veröffentlichung von Wings of Liberty. Im Juli 2011 wurde bekannt, dass der erste Teil der Kampagne sowie einige Zwischensequenzen bereits fertiggestellt wurden.
Die Betaphase von Heart of the Swarm begann am 4. September 2012 und endete am 1. März 2013.
Das Spiel erschien am 12. März 2013. Es verkaufte sich innerhalb von 48 Stunden 1,1 Millionen Mal (400.000 Exemplare weniger als StarCraft II: Wings of Liberty).
Heart of the Swarm ist als Standardversion im Handel erhältlich, die auch als Downloadversion verfügbar ist. Zudem ist eine Collector’s Edition im Handel erhältlich. Die Collector’s Edition bietet zusätzlich zum Spiel einen Soundtrack, ein Artbook, einen „Blick hinter die Kulissen“ als Blu-ray Disc und DVD, ein Haustier (Berstling) für World of Warcraft, ein Bannersiegel für Diablo III sowie Knochenschwingen, um sich Zerg-Flügel in Diablo III wachsen zu lassen und eine visuell modifizierte Einheit (Ultralisk) im Spiel.

### Legacy of the Void
Der dritte Teil der Trilogie, Legacy of the Void, wurde anlässlich der BlizzCon 2014 am 7. November 2014 offiziell vorgestellt.
Die Betaphase von Legacy of the Void begann am 1. April 2015. Das Spiel erschien am 10. November 2015.

## Rezeption

### Wings of Liberty
- Metacritic: 93/100 Punkte, basierend auf 82 Tests[8]
- GameRankings: 92,44 %, basierend auf 55 Tests[9]
- 4Players: 92 %[10]
- PC Games: 90 %[11]
- IGN: 9/10 Punkte[12]
- Game Informer: 10/10 Punkte[13]
- GameSpy: 4/5 Punkte[14]
- GameTrailers: 9,5/10 Punkte[15]
- GameStar: 90 %[16]
- GamersGlobal: 9,5/10 Punkte[17]

### Heart of the Swarm
- Metacritic: 86/100 Punkte, basierend auf 68 Tests[18]
- GameRankings: 86,39 %, basierend auf 40 Tests[19]
- 4Players: 85 %[20]
- Edge: 90/100 Punkte[21]
- PC Games: 88 %[22]
- IGN: 8,6/10 Punkte[23]
- Eurogamer: 8/10[24]
- GameStar: 87 %[25]
- GamersGlobal: 9,5/10 Punkte[26]

### Legacy of the Void
- Metacritic: 88/100 Punkte, basierend auf 62 Tests[27]
- GameRankings: 87,49 %, basierend auf 34 Tests[28]
- 4Players: 88 %[29]
- PC Games: 88 %[30]
- GameStar: 89 %[31]
- GamersGlobal: 9,5/10 Punkte[32]

### Auszeichnungen
Die Trilogie wurde mehrfach ausgezeichnet.

### Rezeption im Vergleich zu Starcraft
StarCraft 2 erreichte nie die gleiche Popularität und Langlebigkeit wie sein Vorgänger StarCraft. Ein entscheidender Faktor ist die steile Lernkurve von StarCraft 2, die neue Spieler abschreckt. Das Spiel erfordert ein hohes Maß an Geschicklichkeit und strategischem Denken, sowohl im Makro- als auch im Mikromanagement. StarCraft hingegen erlaubte es Spielern, sich stärker auf Mechaniken und Mikromanagement zu konzentrieren, um erfolgreich zu sein, was es zugänglicher für Gelegenheitsspieler machte.
Zudem führten schwerwiegende Fehler im Management der E-Sport-Szene von StarCraft 2 nachhaltig zu einem Popularitätsverlust. Die Unfähigkeit, sich mit der KeSPA über Übertragungsrechte zu einigen, führte dazu, dass viele einflussreiche Profispieler aus StarCraft nicht zum Nachfolger wechselten. Darüber hinaus führte die Regionssperre in der World Championship Series (WCS) dazu, dass südkoreanische Spieler in andere Regionen abwanderten, was die Wettbewerbslandschaft verzerrte. Activision Blizzard organisierte zudem eigene Turniere, die oft mit Veranstaltungen von Drittanbietern wie GSL und DreamHack kollidierten. Dies führte zu Terminproblemen, Spielerermüdung und finanziellen Schwierigkeiten für kleinere Veranstalter.
Ein weiterer wichtiger Aspekt ist das Festhalten von Activision Blizzard an einem veralteten Geschäftsmodell mit kostenpflichtigen Erweiterungen. Während andere Genres, wie z. B. MOBAs, die aus StarCraft und Warcraft hervorgingen, zum Free-to-Play-Modell übergingen und florierten, blieb StarCraft 2 kostenpflichtig. Der späte Wechsel zum Free-to-Play-Modell im Jahr 2017 konnte den Abwärtstrend nicht mehr vollständig umkehren.
Schließlich setzte die geringe Anzahl an Updates nach der Veröffentlichung der letzten Erweiterung Legacy of the Void im Jahr 2015 dem Spiel zu. Im Gegensatz zu anderen langlebigen Spielen, die weiterhin regelmäßig Updates und Inhalte erhalten, wurde StarCraft 2 von Activision Blizzard im Wesentlichen vernachlässigt. Diese Kombination aus Designentscheidungen, Managementfehlern und einem sich verändernden Markt führte dazu, dass StarCraft 2 nie das gleiche Niveau an Erfolg und Popularität wie sein Vorgänger erreichte.

## Testplattform für Künstliche Intelligenz
Google DeepMind, ein Tochterunternehmen von Alphabet Inc., kündigte am 4. November 2016 an, dass StarCraft II zu einer Testplattform für Künstliche Intelligenz weiterentwickelt wird. Hierzu entwickelt Blizzard Entertainment in Kooperation mit DeepMind eine eigene Programmierschnittstelle.
StarCraft II hat einige Eigenschaften, die es zu einer guten Plattform für den Test von KI-Systemen machen:
- Eingeschränkte Observierbarkeit: Der Gegner und die Umgebung sind nur teilweise sichtbar.
- Dynamische Umgebung: Die Umgebung ist veränderlich (z. B. Zerstörung von Hindernissen; begrenzte Ressourcen).
- Mehrere Agenten: Es muss eine Vielzahl unterschiedlicher Einheiten verwaltet werden.
- Adversorial: Es gibt einen oder mehrere Gegner sowie potenzielle Kooperationspartner.
- Episodisch: Die Handlungsmöglichkeiten der Zukunft sind von Handlungen in der Vergangenheit abhängig.
- Zeitliche Kontinuität: Entscheidungen müssen in kurzer Zeit getroffen werden können.

Die in StarCraft II eingebaute KI erhält ihre Spielstärke aus vorgefertigten Skripten sowie unfairen Vorteilen gegenüber menschlichen Spielern. Dennoch gewinnen fortgeschrittene menschliche Spieler reproduzierbar gegen die eingebaute KI.
Im Januar 2019 wurde bekannt, dass das AlphaStar, die KI von DeepMind, Erfolg hatte. Es schlug menschliche Profispieler.

## Buchveröffentlichungen in Lizenz
- William C. Dietz: StarCraft II – Heaven’s Devils. Panini Verlag, Stuttgart 2010, ISBN 978-3-8332-2048-7.
- Christie Golden: StarCraft II – Teufelskerle. Panini Verlag, Stuttgart 2011, ISBN 978-3-8332-2231-3.
- Christie Golden: StarCraft II – Flashpoint. Panini Verlag, Stuttgart 2012, ISBN 978-3-8332-2441-6.
- Verschiedene Autoren: Starcraft II: War Stories – Das Projekt Blackstone. Panini Verlag, 2013, ISBN 978-3-8332-2615-1.